# ウィズ (映画)
『ウィズ』（原題: The Wiz）は、アメリカ合衆国のモータウン・プロダクションズとユニバーサル・ピクチャーズがコラボし1978年10月24日に公開されたミュージカル冒険映画。ライマン・フランク・ボームの1900年の児童文学『オズの魔法使い』を1974年にアフリカ系アメリカ人出演者によりブロードウェイでミュージカル化した作品『ザ・ウィズ』を基に製作された。この映画はドロシーの冒険を軸にしている。ニューヨーク・ハーレムに住むシャイな24歳の教師であるドロシーはニューヨークをファンタジックにしたようなオズの国に紛れ込む。かかし、ブリキ男、臆病ライオンと友達になり、唯一家に帰してくれる力を持つミステリアスなウィズを探しに行く。
ロブ・コーエンがプロデュースし、シドニー・ルメットが監督を務め、ダイアナ・ロス、マイケル・ジャクソン(ドラマ映画唯一の主演作)、ニプシー・ラッセル、テッド・ロス、メイベル・キング、テレサ・メリット、テルマ・カーペンター、レナ・ホーン、リチャード・プライヤーが出演した。ウィリアム・F・ブラウンのブロードウェイ版脚本をジョエル・シュマッカーが映画版に改訂し、チャーリー・スモールズとルーサー・ヴァンドロスの曲を映画で使用しクインシー・ジョーンズが音楽監督を務めた。ジョーンズとニコラス・アシュフォード & ヴァレリー・シンプソンの作曲チームによる多くの新曲が映画版に追加された。公開当初、『ウィズ』は批評的にも商業的にも失敗し、1970年代初頭に起こったブラックスプロイテーションから始まったアフリカ系アメリカ人映画の復活の終焉となっていった。公開当初の失敗にかかわらず、『ウィズ』は特にアフリカ系アメリカ人、オズやマイケル・ジャクソンのファンの間でカルト映画として扱われるようになった。

## あらすじ
ハーレムの小さなアパートにシャイな24歳の教師のドロシー（ダイアナ・ロス）が叔母のエム（テレサ・メリット）と叔父のヘンリー（スタンリー・グリーン）と共に住んでいる。11月下旬、3人はたくさんの感謝祭ディナーを囲んでいる。エムは、マンハッタンにある125番通り南で1人暮らしをしようとしてなかなか決断できないでいるドロシーをからかう。
ドロシーが食卓を片付けていると、飼い犬のトトがキッチンのドアから駆け出て猛吹雪に飛び込む。彼女は彼を連れ戻そうと後を追うが、嵐に巻き込まれてしまう。南の良い魔女グリンダが作り出した不思議な雪の竜巻が起こり、オズの王国に紛れ込む。吹雪がやみ、ドロシーは「オズ」というネオンサインを突き破って着地すると、マンチキンランドを統治していた東の悪い魔女エバーミーンを圧死させてしまう。この結果ドロシーは到着した広場に住んでいたマンチキンたちを解放する。彼らはエバーミーンによって壁の落書きに変身させられていたのである。
ドロシーはマンチキンたちの保護者となる北の良い魔女ミス・ワン（テルマ・カーペンター）と出会い、ミス・ワンは魔法を使ってエバーミーンの銀の靴をドロシーに履かせる。しかしドロシーは靴はいらないから家に帰らせてほしいと頼む。ミス・ワンは黄色のレンガ道を通ってエメラルド・シティの首都へ行き、魔法使いのウィザードに頼めば帰れると語る。良い魔女は銀の靴を脱ぐなと注意し、マンチキンと共に消え、ドロシーは自分で道を探す。
翌朝、ドロシーは人間の形をしたカラスのグループにいじめられているゴミでできたカカシ（マイケル・ジャクソン）を助け友達になる。2人は黄色のレンガ道を見つけ、共に楽しく歩き出す。カカシは自分の中で唯一欠けていると思っている「脳」をウィザードに頼もうとする。エメラルド・シティへの道中、ドロシー、トト、カカシは世紀末前後の荒廃した遊園地でブリキ男（ニプシー・ラッセル）と出会う。またニューヨーク公共図書館前の石像のライオンの中に隠れていた、虚栄心が強くジャングルから追い出された臆病ライオン（テッド・ロス）と出会う。ブリキ男とライオンはウィザードを探すドロシーたちの旅に参加し、ブリキ男は「ハート」を、臆病ライオンは「勇気」を所望する。トトを含む5名はエメラルド・シティへ向かおうとするが、荒廃した地下鉄にクレイジーな行商人（ホームレス）がおり、悪の人形を放つなど障害にぶち当たる。彼らはなんとか地下鉄から逃げ出すと、派手な売春婦のグループであるポピー・ガールズと出会い、ドロシー、トト、ライオンをケシの香水で永遠の眠りにつかせようとする。
なんとかエメラルド・シティ（ワールドトレードセンター）にたどり着き、ドロシーの銀の靴のおかげで門を通過する。一行は街、洗練さ、ファッション、ダンサーの美しさに魅了される。彼らはタワー最上階に住むウィズ（リチャード・プライヤー）との面会が許される。ウィザードは火を噴く巨大な金属の頭で登場する。彼はもし東の悪い魔女の姉妹でオズの地下の下水管でブラック企業を経営する西の悪い魔女エヴィリン（メイベル・キング）を殺害すれば望みを叶えると語る。彼女のもとに到着する前に、彼女は彼らが自分を殺害しにやってくることに気付き、彼らを誘拐するためフライング・モンキー（バイカー）を送り込む。
長い追跡の後、フライング・モンキーは彼らを捕まえ、彼女のもとに連れていく。姉妹を殺害したドロシーへの復讐のため、カカシと引き離し、ブリキ男を潰し、臆病ライオンを拷問にかけ、ドロシーに銀の靴を引き渡すよう要求する。トトを火の釜に入れると脅されドロシーは銀の靴を渡しそうになるが、カカシが火災報知器のスイッチの場所を伝えてドロシーがスイッチを入れる。スプリンクラーが火を消しただけでなく、エヴィリンも溶ける。彼女は王座に流れ、トイレのように蓋を閉める。エヴィリンが溶けたため、彼女の言葉も効力を失う。ウィンキーの国民は拘束着から自由になり、人間の姿を現し、仕事道具は消える。彼らは喜びのダンスを踊り、ドロシーを解放の女神としてあがめる。フライング・モンキーは完遂した彼らをエメラルド・シティに連れ戻す。
エメラルド・シティに到着すると、裏門からウィザードの部屋に入り、彼がペテン師だったことに気付く。「偉大な権力のオズ」はハーマン・スミスというニュージャージー州アトランティックシティで政治家の座から落ちた人物で、気球での政治キャンペーン中に嵐にさらわれオズにたどり着いたのである。カカシ、ブリキ男、臆病ライオンは望みが叶わないと知り取り乱すが、ドロシーはこれまでの過程でそれぞれの望みが叶ったことを気付かせる。ドロシーのみが望みが叶わないと思った矢先、南の良い魔女グリンダ（レナ・ホーン）が登場し、銀の靴の両足のかかとを3回合わせると魔法で帰ることができると語る。グリンダにお礼を、3人に別れを告げ、トトを腕に抱いて彼女の最愛の家のことを考える。ドロシーがかかとを鳴らすと、すぐにハーレムの家の近所にいることに気付く。少女から大人に成長し、ドロシーはトトを連れてアパートに戻る。彼女は恐れに立ち向かう強さを持ち、人生を前に歩き出す。

## キャスト
| 役名                    | 俳優                   | 日本語吹替 |
| ----------------------- | ---------------------- | ---------- |
| ドロシー                | ダイアナ・ロス         | 佐藤ゆうこ |
| カカシ                  | マイケル・ジャクソン   | 保志総一朗 |
| グリンダ 南の良い魔女   | レナ・ホーン           | 塩田朋子   |
| 臆病ライオン            | テッド・ロス           | 池田勝     |
| ブリキ人間              | ニプシー・ラッセル     | 斎藤志郎   |
| ミス・ワン 北の良い魔女 | テルマ・カーペンター   | 一城みゆ希 |
| 叔母エム                | テレサ・メリット       | 磯辺万沙子 |
| 叔父ヘンリー            | スタンリー・グリーン   | 福田信昭   |
| ハーマン・スミス/ウィズ | リチャード・プライヤー | 岩崎ひろし |
| アビレーン 西の悪い魔女 | メイベル・キング       | 片岡富枝   |

## 曲目
特記のない限り全てチャーリー・スモールズの作曲である。
1. Overture Part I (instrumental)
2. Overture Part II (instrumental)
3. The Feeling That We Had - 叔母エマ、コーラス
4. Can I Go On?（クインシー・ジョーンズ、ニコラス・アシュフォード & ヴァレリー・シンプソン）- ドロシー
5. Tornado/Glinda's Theme (instrumental)
6. He's the Wizard - ミス・ワン、コーラス
7. Soon As I Get Home/Home - ドロシー
8. ユー・キャント・ウィン You Can't Win - カカシ、4羽のカラス
9. Ease On Down the Road #1 - ドロシー、カカシ
10. What Would I Do If I Could Feel? - ブリキ人間
11. Slide Some Oil to Me - ブリキ人間
12. Ease On Down the Road #2 - ドロシー、カカシ、ブリキ人間
13. I'm a Mean Ole Lion - 臆病ライオン
14. Ease On Down the Road #3 - ドロシー、カカシ、ブリキ人間、臆病ライオン
15. Poppy Girls Theme（アンソニー・ジャクソン）(instrumental)
16. Be a Lion - ドロシー、カカシ、ブリキ人間、臆病ライオン
17. End Of The Yellow Brick Road (instrumental)
18. Emerald City Sequence（作曲: クインシー・ジョーンズ、作曲: Smalls）- コーラス
19. Is This What Feeling Gets?（ドロシーのテーマ）（作曲: クインシー・ジョーンズ、作詞: アシュフォード & シンプソン）- ドロシー
20. Don't Nobody Bring Me No Bad News - アビレーン、the Winkies
21. Everybody Rejoice/A Brand New Day（ルーサー・ヴァンドロス）- ドロシー、カカシ、ブリキ人間、臆病ライオン、コーラス
22. Believe in Yourself（ドロシー）- ドロシー
23. The Good Witch Glinda (instrumental)
24. Believe in Yourself (Reprise) - グリンダ
25. Home (Finale) - ドロシー

## プロダクション

### 製作前および発展
『ウィズ』はベリー・ゴーディのモータウンの映画・テレビ部門であるモータウン・プロダクション8本目のフィーチャー映画であった。元々ゴードンはブロードウェイでドロシー役を演じたことのある当時10代であったのちのリズム・アンド・ブルース歌手ステファニー・ミルズをドロシー役に配役するつもりであった。当時33歳であったモータウンのスターのダイアナ・ロスがゴーディに自分はドロシー役にどうか尋ねた際、役には年齢が上過ぎると語った。ロスはゴーディを説得する一方、エグゼクティブ・プロデューサーであるユニバーサル・ピクチャーズのロブ・コーエンに自分をドロシー役にすれば映画をプロデュースするという方向に持って行った。最終的にゴーディとコーエンはこれに合意した。映画評論家のポーリン・ケイルはロスが役を獲得したことについて「映画史に残る強烈な一例」とした。
映画監督ジョン・バダムはロスがドロシー役に配役されたことを知って監督を降り、コーエンは後任にシドニー・ルメットを監督に据えた。バダムはこの降板に関してのちにコーエンに、「ロスは素晴らしい歌手である。そして素晴らしい女優でありダンサーであるが、このキャラクターではない。彼女は『オズの魔法使い』の6歳の少女のドロシーとは違う」と語った。20世紀フォックスは舞台版の経済的後援をしており、映画製作の先買権があったがユニバーサルに譲った。当初ユニバーサルは作品の成功を見込み、製作予算に限度をつけなかった。
ジョエル・シュマッカーによる『ウィズ』の脚本は、シュマッカーとロスが信奉しているワーナー・アーハードの教えやその自己啓発セミナーであるアーハード・セミナーズ・トレーニング（est）の影響を受けている。コーエンは「映画は自分探しと自分語りでestの専門用語を使用したest風寓話になると思った。そんな話は好きではない。しかしロスはestのセミナーを受けたことがあり、彼女がその脚本を認めるのであれば彼女と議論するのは難しい」と語った。シュマッカーはestのトレーニングを受けた結果を好意的に語り、「これまでの人生に永遠に感謝することを学んだ」と語った。しかし彼はまた「皆それぞれ自分の道を歩み、過ちをおかしている」と語った。『グローヴ・ブック・オブ・ハリウッド』によると、映画終盤の良い魔女グリンダが「est風の決まり文句」を繰り返しているとし、また使用曲『Believe in Yourself』がest風であるとしている。
映画製作中、ルメットは映画が完成したら「かつて誰も見たことない個性的な映画」になると感じていた。メトロ・ゴールドウィン・メイヤーの1939年の映画『オズの魔法使』から影響を受けている可能性について尋ねられると、ルメットは「1939年の映画や他のものから何も影響を受けていない。素晴らしい映画ではあったが、コンセプトが違う。彼らはカンザス州で私たちはニューヨーク州、彼らは白人で私たちは黒人、使用楽曲も脚本も全く違う。私たちはどの分野とも重ならないことを確信している」と語った。
以前モータウンに所属していたマイケル・ジャクソンは1975年に兄弟のジャクソン5と共にエピック・レコードに移籍し、1977年の『ウィズ』製作開始当初から関わりカカシ役に配役された。ジャクソンは役の動きを研究するためガゼル、チーター、ヒョウのビデオを見た。臆病ライオン役のテッド・ロスと西の悪い魔女役のメイベル・キングはそれぞれ舞台版でも同じ役を演じていた。レナ・ホーンは当時ルメットの義母で、良い魔女グリンダに配役された。ニプシー・ラッセルがブリキ男役に、コメディアンのリチャード・プライヤーがウィズ役に配役された。

### 主な撮影
『ウィズ』はニューヨークのクイーンズ区にあるアストリア・スタジオでスタジオ撮影が行われた。1964年のニューヨーク万国博覧会で使用された壊れかかったニューヨーク州パビリオンがマンチキンランドとして使用され、コニーアイランドのアストロランドはザ・サイクロンを背景にブリキ男のシーンで使用され、ワールドトレードセンターはエメラルド・シティとして使用された。エメラルド・シティのシーンは精巧に作られ、650名のダンサー、385名のスタッフが参加し、1,200着の衣装が使用された。衣裳デザインのトニー・ウォルトンはニューヨークの著名なデザイナーの助けを借り、オスカー・デ・ラ・レンタやノーマ・カマリなどのデザイナーからエキゾチックな衣装や布を手に入れてエメラルド・シティの衣裳を完成させた。アルバート・ウィトロックはSFXを担当し、スタン・ウィンストンがメイクのリーダーを務めた。
クインシー・ジョーンズは音楽監督および音楽プロデューサーを担当した。彼はのちに当初は乗り気でなかったが、シドニー・ルメットのこの作品が好きになったと記した
。映画製作の過程でジョーンズがマイケル・ジャクソンと初めて会い、ジョーンズはのちにジャクソンの3枚のヒット・アルバム『オフ・ザ・ウォール』、『スリラー』、『バッド』をプロデュースした。ジョーンズはジャクソンと仕事ができたことが『ウィズ』の中で最高の経験であったと語り、ジャクソンの演技をサミー・デイヴィスJr.の演技スタイルと比較した。エメラルド・シティのゴールドのシーンで50フィート（15m）のグランドピアノを演奏しているようなカメオ出演をしている。

## 商業効果
製作費2,400万ドルで興行収入1,360万ドルにしかならず、『ウィズ』は商業的に失敗した。テレビ放映権をCBSに1千万ドルで売却し、モータウンとユニバーサルの純損失は1,040万ドルとなった。当時、史上最高額のミュージカル映画であった。この映画の失敗は1970年代に数年間続いたブラックスプロイテーション時代に人気となっていた全て黒人の映画製作からハリウッド・スタジオを遠のかせた。
1989年、MCA/ユニバーサル・ホーム・ビデオからVHSビデオが出版され、1984年5月5日に当時のマイケル・ジャクソンの大人気に応えてCBSで100分に短縮されてテレビ放映された。定期的にブラック・エンターテインメント・テレビジョン（BET）、TVワン、VH1ソウルなどで放映され、バウンスTVで初めてデジタル放送された。オープニングのシーンが感謝祭であることから、感謝祭時期にしばしば放映される。
1999年、DVD版が出版され、2008年に30周年記念盤としてリマスター版が出版された。このDVDには特典映像として映画製作中の特別映像、予告編が収容された。2010年、ブルーレイが出版された。
- ユニバーサルスタジオジャパンのニューヨークエリアに「ニューヨーク図書館」の映画撮影セットがありライオン像も再現されている。

## 評価
1978年10月の公開から批評家は酷評していた。多くの批評家はドロシー役を演じるにはダイアナ・ロスが歳を取り過ぎていると批判した。また舞台版はとても成功したのに、なぜそのまま映画化できなかったのかとしている。トーマス・ヒシャックは「ブロードウェイ・ミュージカルがハリウッドに行く間に何があったのか」とし、「ジョエル・シュマッカーのつまらない脚本」と「『Believe in Yourself』の曲が弱い」ことを指摘した。彼はダイアナ・ロス演じるドロシーを「冷たく、神経質で、奇妙で魅力がない」とし、映画は「批評および興行収入壊しだ」と記した。チャールズ・ハーポールは『ヒストリー・オブ・アメリカン・シネマ』の中で「10年間で最も失敗した作品の1つ」、「この年最大の失敗ミュージカル」と称した。『グローヴ・ブック・オブ・ハリウッド』では、この映画はダイアナ・ロスの映画でのキャリアを終了させ、ロスにとって最後の女優活動となったと記した。トム・ショーンは『ブロックバスター』の中で「高価な駄作」と記した。『ミスター・アンド・ミセス・ハリウッド』の著者は「子供には怖すぎて、大人にはくだらなすぎる」と脚本を批判した。1939年の映画『オズの魔法使』でカカシ役を演じたレイ・ボルジャーは『ウィズ』を高く評価せず、「仰々しくて1939年版のような普遍的魅力はない」と語った。
カカシ役のマイケル・ジャクソンの演技は映画の数少ない長所とされ、批評家は「実に演技の才能がある」、「唯一の記録すべき瞬間」と語った。ジャクソンは映画について「これ以上のことはない」と語った。1980年、ジャクソンは撮影時について「これまでの人生で忘れられない最高の経験だった」と語った。『ウィズ』はその精巧な装置デザインで高評価を受け、『アメリカン・ジュウイッシュ・フィルムメイカー』では「アステア&ロジャース映画の黄金時代からのニューヨークを最も想像力豊かに変化させた」と記した。2004年、クリストファー・ヌルは臆病ライオン役のテッド・ロスとウィズ役のリチャード・プライヤーの演技を評価した。しかし全体的な評価は批判的で、『Ease on Down the Road』以外は「酷いダンス、派手なセット、135分苦痛が続くシュマッカーの脚本」と批判した。2005年、『ワシントン・ポスト』紙でハンク・スチューヴァーは「雑なシーンがあろうととても楽しい」とし、音楽、特にダイアナ・ロスの歌は素晴らしいと記した。
『ニューヨーク・タイムズ』紙は「ブラックスプロイテーションの観客は縮小し、『カー・ウォッシュ』や『ウィズ』は黒人が映画界の第一線で活躍するようになった最後の作品」と分析した。『セント・ピーターズバーグ・タイムズ』は「『ウィズ』の失敗はジョン・シングルトンやスパイク・リーの登場まで、ハリウッドに白人を起用した方が安全だという口実を与えてしまった。しかしもしブラックスプロイテーションがなかったらデンゼル・ワシントン、アンジェラ・バセットなど他の世代の黒人映画関係者が登場するのにもっと時間がかかったかもしれない」と記した。『ボストン・グローブ』紙は「「黒人映画」というものは批判されやすい。黒人映画を表すのに時代遅れ、偽善的、窮屈と表現される」とし、『ウィズ』を1970年代の『黒いジャガー』、『吸血鬼ブラキュラ』、『スーパーフライ』と同列に並べた。
公開当初批評的、商業的成功に欠けていたにもかかわらず、『ウィズ』はオズのファン、アフリカ系アメリカ人からカルト映画として人気があり、特にマイケル・ジャクソン唯一のドラマ映画主演作品として注目されるようになった。

## 受賞歴
『ウィズ』はアカデミー賞において、美術賞（トニー・ウォルトン、フィリップ・ローゼンバーグ、エドワード・スチュワート、ロバート・ドラムヘラー）、衣裳デザイン賞、作曲賞、撮影賞の4部門でノミネートされたが受賞にはいたらなかった。